# Otto Lehfeld
Otto Lehfeld (* 3. Februar 1825 in Breslau; † 23. November 1885 in Weimar) war ein deutscher Theaterschauspieler.

## Leben
Lehfeld war der Sohn eines Leutnants. Er besuchte das Gymnasium in Breslau und sollte eigentlich Medizin studieren, Er schloss sich aber einer wandernden Schauspielertruppe an. Franz Dingelstedt holte ihn an die Münchner Hofbühne, wo er ein Jahr blieb. Danach spielte er auf verschiedenen Bühnen, teils als Gast, teils in kurzfristigen Engagements. Erst 1861 nahm er ein Engagement am Weimarer Hoftheater an und blieb dort bis zum Jahre 1871, in dem er infolge zunehmender Taubheit pensioniert wurde. Lehfeld galt als hervorragender Schauspieler, der besonders in den Shakespeare-Rollen des König Lear, Macbeth, Richard III., Shylock, Coriolan und Othello den Beifall des Publikums fand. Er starb 1885 in Weimar.